# Diabild

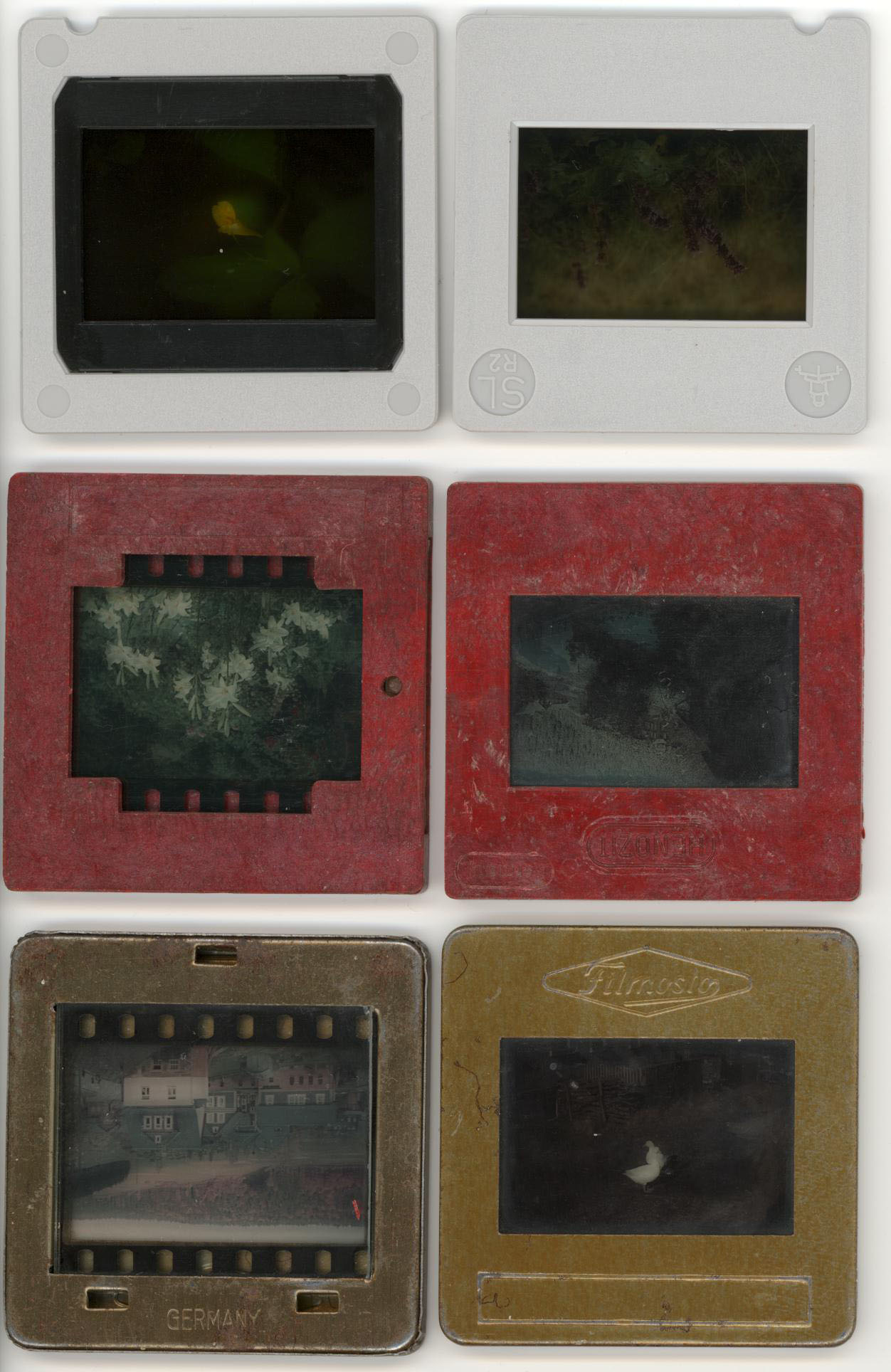
Olika diapositivramar

Diabild, från diapositiv, av grekiska dia; "genom" och positiv för färgriktig film (i motsats till negativ). Fotografi i svartvit eller färg för visning med genomlysning eller projicering på vit duk eller vägg.
En diabild som visas på en projektionsduk förmår återge större tonomfång än en pappersbild.
Diabilden tas med film som omvändningsframkallas, oftast har formatet 24×36 mm (135-film), men som även kan ha formatet 6×6 cm (120-film).

## Montering i diaramar
För att visa diabilder måste bilderna monteras i särskilda ramar som passar diabildsprojektorn. Standardstorleken för en diaram 5×5 cm (för 60×60 mm film är ramen 7×7 cm). Diaramar i standardstorleken 5×5 cm finns även för Instamaticformatet 28×28 samt för APS-film.
En minnesregel (som gäller de flesta ramar) för att bilderna skall visas rättvända vid visning är att "ramens vita sida skall ligga mot projektorlampans sida".
För att diabilderna när de har monterats skall kunna visas på ett enkelt sätt och i rätt ordning läggs de i särskilda diabildsmagasin. Det finns olika standardtyper av diabildsmagasin. Vanligast är GePe, DS och LKM. Magasinen kan vara raka eller av olika "karuselltyp".

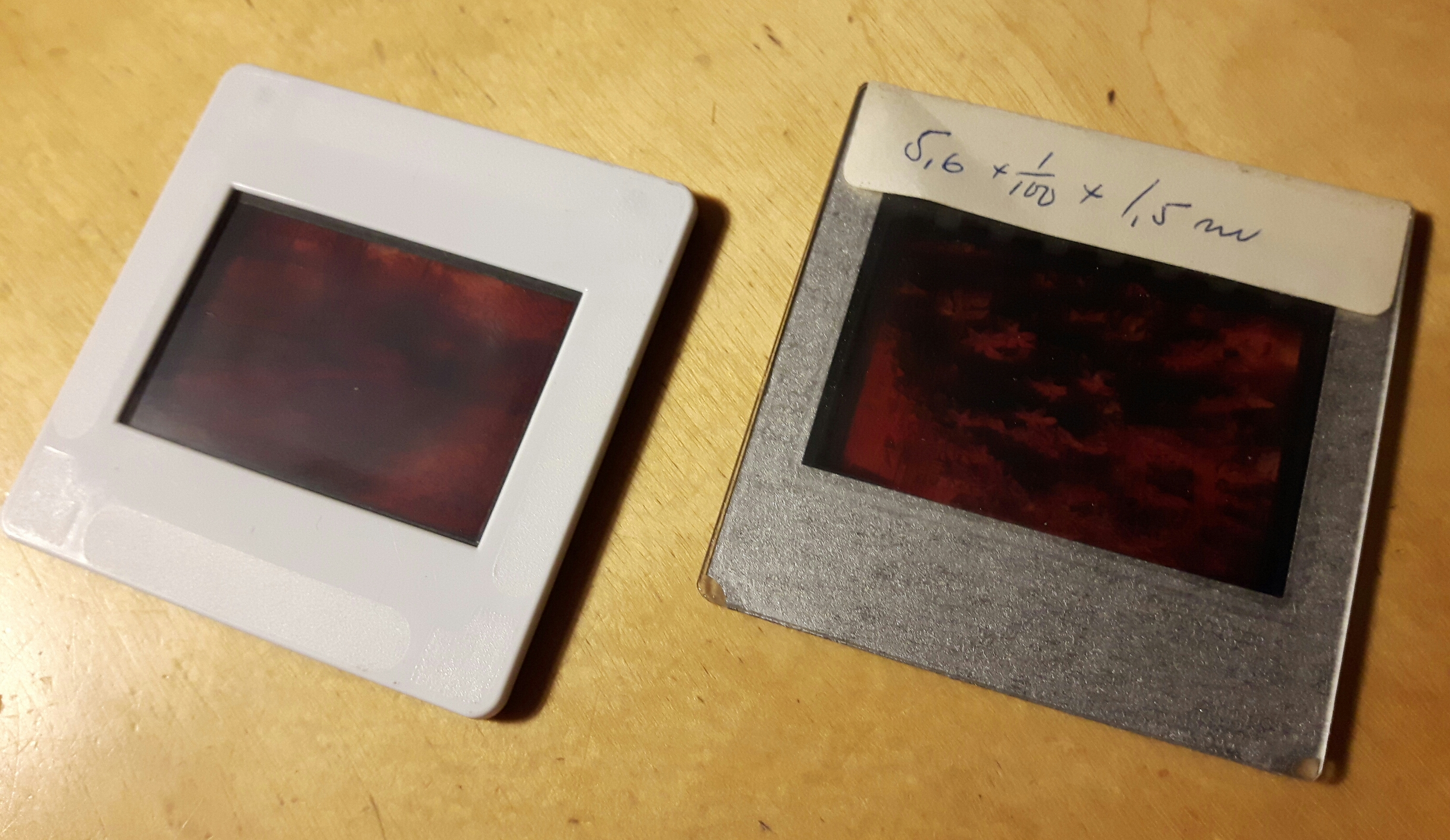
GePe A-ramen från 1962 (till vänster) och äldre diabild monterad mellan glasskivor (till höger).

Förr monterades diabilder i glasade ramar. De första glasmonteringarna av diabilder gjordes mellan glasskivor som man helt enkelt tejpade runt om på kanterna. Bilderna plockades in och ut ur projektorn en i taget. Det svenska företaget GePe uppfann 1955 en bildväxlare för diabildsmagasin och 1962 "A-ramen" i formsprutad plast med skyddsglas. Glasmontering är bra för krävande bildvisning. Planhållningen av filmen är bättre än vid glaslös montering, vilket ger möjlighet till skärpa över hela bilden. Glasskivorna skyddar också bilderna för fingeravtryck och damm vilket är bra vid upprepade bildvisningar, t.ex. vid föredragsturnéer. 
Förvaras färgbilderna längre tid i glasmontage och olämplig miljö vad avser fukt med mera, kan svamp- och bakterieangrepp uppstå och man har därför med tiden övergått till ramar utan glas. En tid gjordes glaslösa monteringsramar av kartong men de hade dålig formstabilitet och man återgick därför till plastramar. Kartongramar och plastramar har inte lika bra planhållning av bilderna som glasmonterade bilder och varje enskild bild måste ofta fokuserar mot visningsduken (vilket med moderna projektorer sker med automatik). Skärpan blir dock inte bra över hela bilden om filmen är buktig.
I vissa diaramar läggs diabilden in mekaniskt i slitsar och hålls fast när ramen trycks ihop, andra ramar har hakar som fäster i filmens perforering. Vissa äldre ramar kan ha tejpsystem eller olika form av lim som fäster bilden i ramen. Fastlimmade bilder kan vara besvärliga att flytta till ny ram om förnyad montering av något skäl skulle behövas.
Laboratoriemonterade diabilder brukar normalt levereras i glaslösa kartongramar. Vill man kan man sedan montera om bilderna i plastramar. Man klipper då helt enkelt av ramen på ena sidan och kan lätt ta loss diabilden.

## Duplikat
Kodak har utvecklat en speciell fotoduplikatfilm med vilken diabilder kan dupliceras med gott resultat. Duplikat av negativ färgfilm kan göras med en speciell diafärgfilm som är avsedd för sådan duplicering och därför saknar gul mask.

## Stordia
Innan Microsofts Powerpoint-program och liknande bildvisningsprogram blev allmänna, framställdes under 1990-talet på fotografisk väg mycket stordia i format 23×23 cm  (alternativt i format A4) för visning med overheadprojektorer. Särskild film för stordia användes (till exempel Ilfochrome). Dagens stordia framställs enkelt via moderna färgkopiatorer eller färgskrivare på transparent plastfilm.